# Détroit de Wilkins (Canada)
Pour les articles homonymes, voir Détroit de Wilkins.

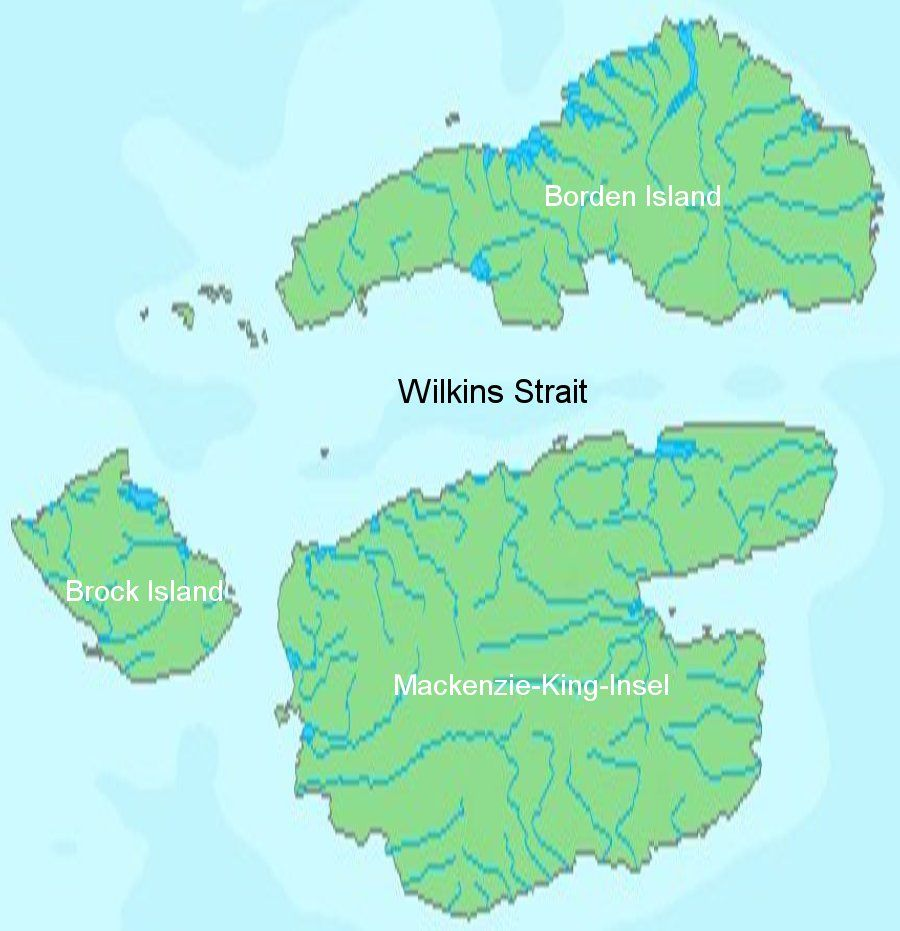
Détroit de Wilkins (Wilkins Strait).

Le détroit de Wilkins est un cours d'eau situé dans l'archipel arctique canadien. La majeure partie du détroit de Wilkins fait partie des Territoires du Nord-Ouest, mais son extrémité orientale est située au Nunavut. Le détroit sépare les îles Borden, au nord, Brock, au sud-ouest, et Mackenzie King, au sud.

## Annexe